# حزب دموکرات آلستر
حزب دموکراتیک اولستر (یو دی پی) یک حزب سیاسی کوچک وفادار در ایرلند شمالی بود. این حزب در ماه ژوئن ۱۹۸۱ به عنوان حزب دموکرات وفادار اولستر از طرف انجمن دفاع اولستر (یو دی ای) پایه‌گذاری شد تا بعد از آن جانشین اعضای پژوهشی سیاسی نیو اولستر شود. نام یو دیپی پیش از این در دهه ۱۹۳۰ توسط یک حزب غیرمنظم استفاده می‌شد که در یک مورد بلفاست سنترال را به جولان کشید.

## عملکرد انتخاباتی

### انتخابات میان دوره ای پارلمان بریتانیا
| تاریخ انتخابات | حوزه انتخابیه | نامزد        | رای | درصد آرا | موقعیت |
| -------------- | ------------- | ------------ | --- | -------- | ------ |
| ۴ مارس ۱۹۸۲    | بلفاست جنوبی  | جان مک مایکل | ۵۷۶ | ۱٫۳      | پنجم   |
| ۲ فوریه ۱۹۹۰   | اوپر بن       | گری مک مایکل | ۶۰۰ | ۱٫۷      | هشتم   |